# Scrcpy
scrcpy là một phần mềm tự do nguồn mở, cho phép hỗ trợ trình chiếu hình ảnh từ thiết bị Android và điều khiển thiết bị Android (từ phiên bản 5.0 trở đi) từ máy tính sử dụng hệ điều hành Windows, macOS hay Linux. Phần mềm scrcpy hiện đang được phát triển bởi Genymobile, cũng là công ty đã phát triển Genymotion, một phần mềm giả lập Android.
Kết nối giữa thiết bị Android và máy tính chủ yếu được thực hiện thông qua kết nối USB và Android Debug Bridge (ADB). Scrcpy hoạt động bằng cách khởi chạy một máy chủ trên thiết bị Android, sau đó kết nối với máy chủ thông qua một đường truyền đến ADB. Phần mềm không yêu cầu root hay cài đặt ứng dụng hỗ trợ trên thiết bị Android. Nội dung màn hình được truyền phát dưới dạng video H.264, phần mềm scrcpy sau đó sẽ giải mã và hiển thị trên máy tính. Phần mềm cũng có thể nhận tín hiệu đầu vào từ các thiết bị bàn phím và chuột rồi gửi đến thiết bị Android qua máy chủ, giúp người dùng có thể điều khiển thiết bị điện thoại bằng máy tính.
Để sử dụng, người dùng cần kích hoạt tính năng USB debugging trên thiết bị Android, sau đó kết nối thiết bị với máy tính bằng cổng USB và chạy ứng dụng scrcpy trên máy tính. Phần mềm cũng cung cấp nhiều tùy chọn cấu hình cho người dùng, chẳng hạn như thay đổi tốc độ bit, tuỳ chỉnh độ phân giải hiện thị, giới hạn khung hình hoặc cho phép quay phim màn hình, thông qua giao diện dòng lệnh và hỗ trợ kết nối không dây qua Wi-Fi, nhưng yêu cầu nhiều bước hơn để thiết lập. Tính đến phiên bản 2.0 vào năm 2023, phần mềm đã nâng cấp và thêm vào nhiều tính năng bao gồm tự động tắt màn hình thiết bị điện thoại khi sử dụng phần mềm, sao chép nội dung clipboard giữa hai thiết bị, truyền âm thanh từ điện thoại lên máy tính (đối với phiên bản Android 11 trở đi), sử dụng camera của điện thoại như webcam, cài đặt phần mềm APK bằng cách thả file APK từ máy tính vào phần mềm, cho phép thay đổi kích cỡ cửa sổ tuỳ ý,...
Chris Hoffman của How-To Geek đã so sánh Scrcpy với AirMirror và Vysor, hai ứng dụng khác có chức năng tương tự. Hoffman cũng chỉ ra Miracast như một giải pháp thay thế, trong khi lưu ý rằng nó không còn được hỗ trợ rộng rãi giữa các thiết bị Android mới và nó không hỗ trợ điều khiển thiết bị từ xa.